# キヤノン EOS Kiss デジタル
キヤノン EOS Kiss デジタル（キヤノン イオス キス デジタル）は、キヤノン製デジタル一眼レフカメラの入門・ファミリーユース向けシリーズである。上位機種はEOS 10Dシリーズ。
ここではEOS Kiss デジタルと、後継機種のEOS Kiss デジタルN/X、EOS Kiss X2-X10/X50/X6i-X9i/X70、及びEOS Kiss Fについて取り上げる。
なお、2018年に発売されたEOS Kiss M（海外名EOS M50）は、EOS M5の後継機となるミラーレス一眼カメラである。このため、レンズマウントはEF-Mレンズマウントであり、当記事で取り上げているカメラのEF-Sレンズマウントのレンズとは互換性がないことに注意されたい。

## EOS Kiss デジタル（初代）

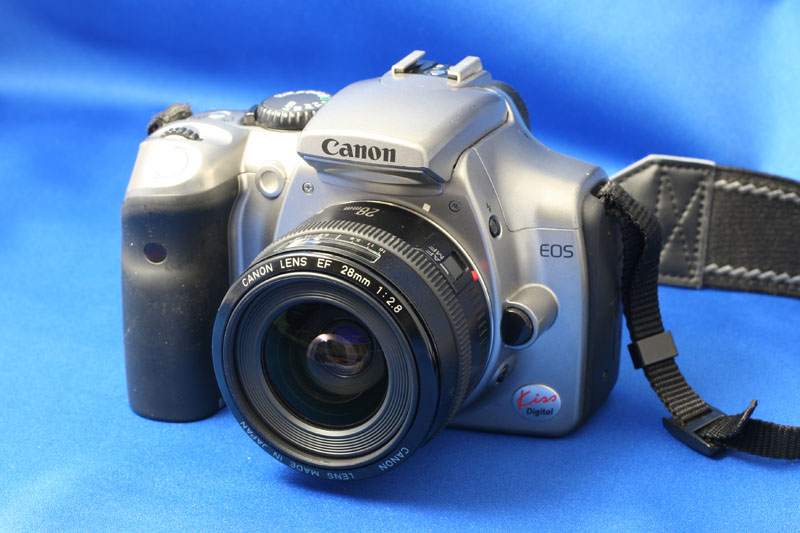
EOS Kiss Digital（シルバーボディ）

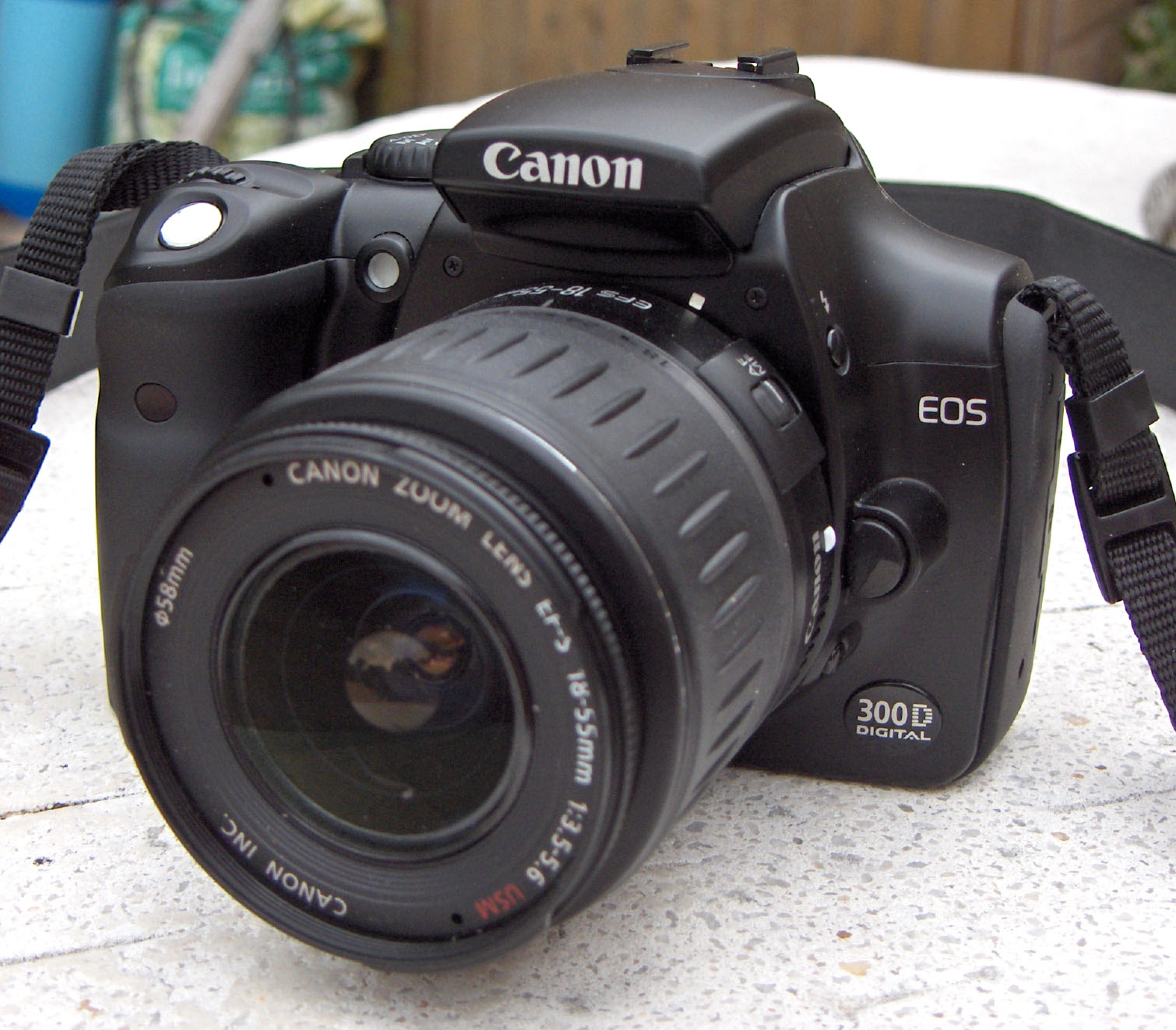
EOS 300D（EOS Kiss Digitalの欧州仕様、ブラックボディ）

2003年9月20日発売。一眼レフカメラのユーザー層を広げたEOS Kissシリーズのデジタル版として登場、上位機種EOS 10Dと同等の画素数の撮影素子を搭載しながら、ボディ単体での実売価格が12万円前後（レンズキットは14万円前後）という低価格を実現させ、普及型デジタル一眼レフカメラの先駆けとして注目された。ライバルメーカーへの影響は大きく、後に登場するニコン D70は正式発表前に「開発発表」として早々と公表されるなど異例の対応が取られた。当初はシルバーボディのみであったが、2004年4月24日にブラックボディが追加発売された。アメリカでの名称はEOS DIGITAL REBEL、ヨーロッパ、アジア、オセアニアでの名称はEOS 300Dである。なお、専用レンズ（EF-S18-55mm F3.5-5.6 USM。EOS 20Dなど、当機種以降のAPS-Cサイズセンサー採用機種でも使用可能）が開発されており、このレンズとのセット販売もされた。2004年にはカメラ記者クラブ特別賞を受賞している（グランプリはD70）。

### 主な仕様
- 撮影素子：22.7×15.1mmAPS-CサイズCMOSセンサー
- 有効画素数：約630万画素（総画素650万画素）
- 画像エンジン：DIGIC
- 使用レンズ：キヤノンEFレンズ群（EF-Sレンズを含む）
- レンズマウント：キヤノンEFマウント
- フォーカス：7点オートフォーカス
- ISO感度：100～1600相当、1段ステップ
- シャッター速度：1/4000-30秒（1/3段ステップ）、バルブ、X=1/200秒
- 測光方式：35分割TTL開放測光（評価測光、部分測光、中央部重点平均測光）
- 露出補正：±2段（1/3段ステップ）
- ホワイトバランス：オート、太陽光、日陰、くもり、白熱電球、白色蛍光灯、フラッシュ、マニュアル
- ファインダー：ペンタダハミラー使用、視野率は上下左右とも約95%
- モニタ：11.8万画素1.8インチTFT液晶モニタ
- 記録媒体：コンパクトフラッシュ
- E-TTL自動調光対応
- 最大連写枚数：2.5枚/秒（JPEG、RAW共に最大4枚）
- 大きさ：142.0（幅）×99.0（高さ）×72.4（奥行）mm
- 重量：560g（本体のみ）

## EOS Kiss デジタル N（2代目）

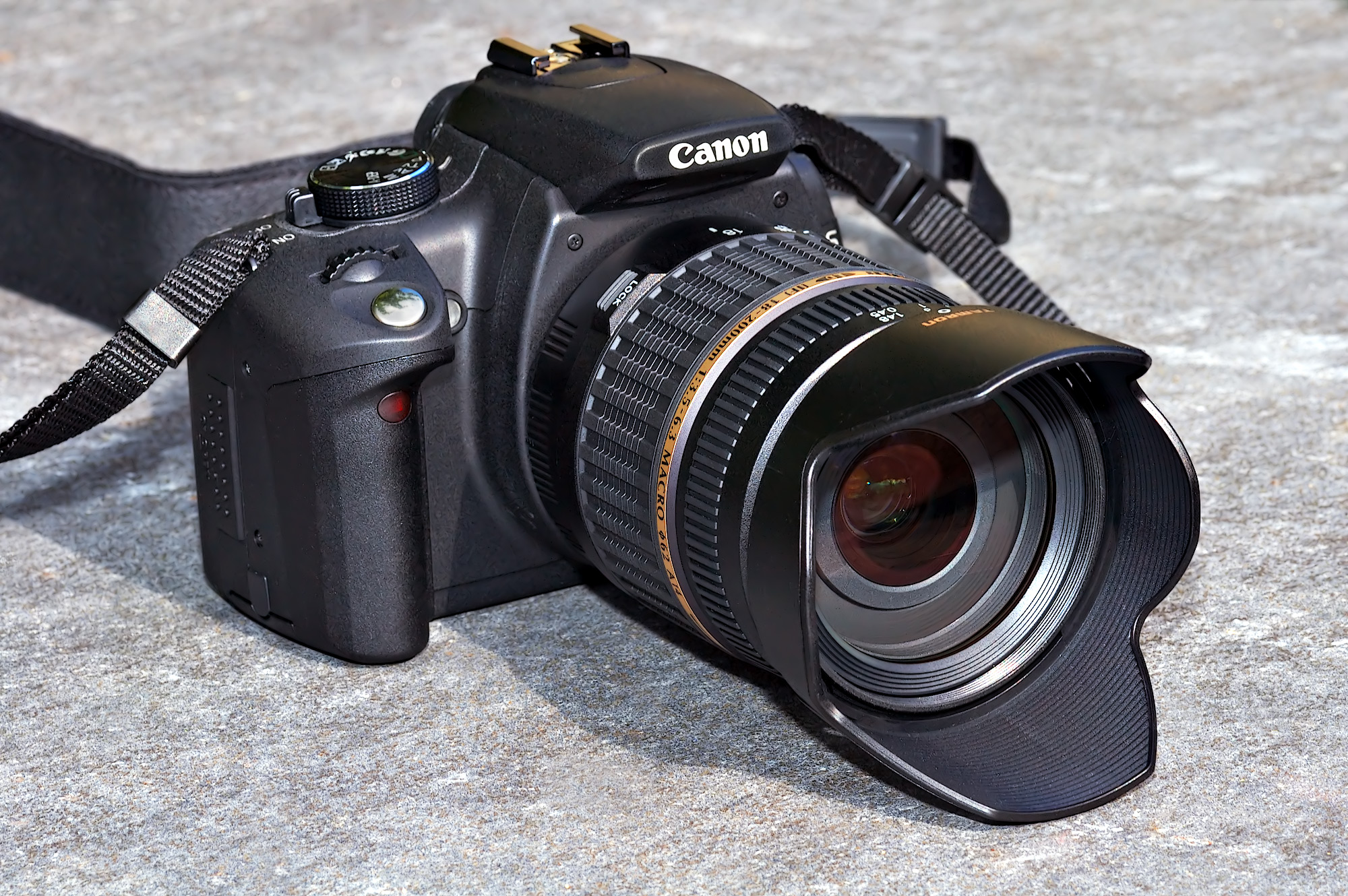
EOS 350D（欧州仕様、ブラックボディ）

2005年3月17日発売。EOS Kiss Digitalの後継機種。新設計のシャッターユニット（フィルム巻上げ音に似たシャッター音を発する）やシャーシ、小型バッテリーの採用によりボディの小型軽量化を実現、有効画素数もEOS 20Dに迫る800万画素にまで向上した。
アメリカでの名称はEOS DIGITAL REBEL XT、ヨーロッパ、アジア、オセアニアでの名称はEOS 350Dである。また、販売促進用としてNew EOS Kiss Digitalの名称も用いられ、当初よりシルバーとブラックの2種類のボディが用意された。

### 主な仕様（初代との変更点のみ）
- 撮影素子：22.2×14.8mmAPS-CサイズCMOSセンサー
- 有効画素数：約800万画素（総画素820万画素）
- 記録画素数：3456×2304 (RAW)、3456×2304 (L)、2496×1664 (M)、1728×1152 (S)
- 画像エンジン：DIGIC II
- シャッター速度：1/4000-30秒（1/3、1/2段ステップ）
- 露出補正：±2段（1/3、1/2段ステップ）
- E-TTL II自動調光対応
- 最大連写枚数：3枚/秒（JPEG：最大14枚、RAW：最大5枚、RAW+JPEG：最大4枚）
- 大きさ：126.5（幅）×94.2（高さ）× 64.0（奥行）mm
- 重量：485g（本体のみ）

### その他変更点
- 起動時間が0.2秒に短縮された。（初代は2秒）
- イージープリントボタンが装備され、PictBridge対応プリンターでの印刷が簡単に出来るようになった。
- 応用撮影ゾーン (P, Tv, Av, M, A-DEP) において、測光モードとAFモードの選択が可能になった。
- 20Dと共通のノイズ除去回路を搭載[1]、高感度撮影時のノイズが少なくなった。
- 別売のバッテリーグリップ及びそれに付属のバッテリーマガジンを使うことで単3乾電池6個でも起動することが可能になった。

## EOS Kiss デジタル X（3代目）

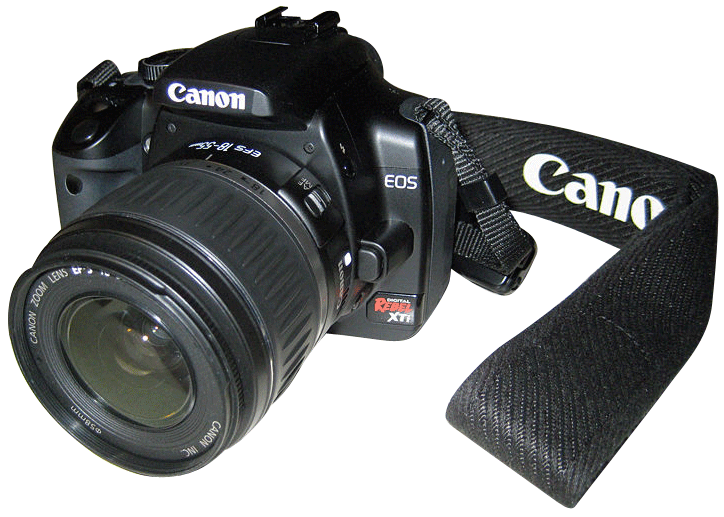
EOS Digital Rebel XTi（北米仕様、ブラックボディ）

2006年9月8日発売。EOS Kiss Digital Nの後継機種。キヤノンのデジタル一眼レフでは初の、ローパスフィルタ上のゴミを振動で除去する機能が搭載された（原理はオリンパス E-1などとほぼ同様）ほか、画素数も上位機種のEOS 30Dを上回る1,010万まで引き上げられた。
アメリカでの名称はEOS DIGITAL REBEL XTi、ヨーロッパ、アジア、オセアニアでの名称はEOS 400Dで、先代同様、当初よりシルバーとブラックの2種類のボディが用意された。
なお、4代目のKiss X2が発売されても低価格モデルとして2008年6月のKiss F発売まで併売された。

### 主な仕様（2代目との変更点のみ）
- 有効画素数：約1,010万画素（総画素1,050万画素）
- フォーカス：9点オートフォーカス
- ピクチャースタイル：スタンダード、ポートレート、風景、ニュートラル、忠実設定、モノクロ、ユーザー設定
- モニタ：約23万画素2.5インチTFT液晶モニタ（これにより液晶モニタ上部の情報ディスプレイは廃止され、モニタ上に情報が表示されるようになった）
- 最大連写枚数：3枚/秒（JPEG：最大27枚、RAW：最大10枚、RAW+JPEG：最大8枚）
- 重量：510g（本体のみ）

## EOS Kiss X2（4代目）

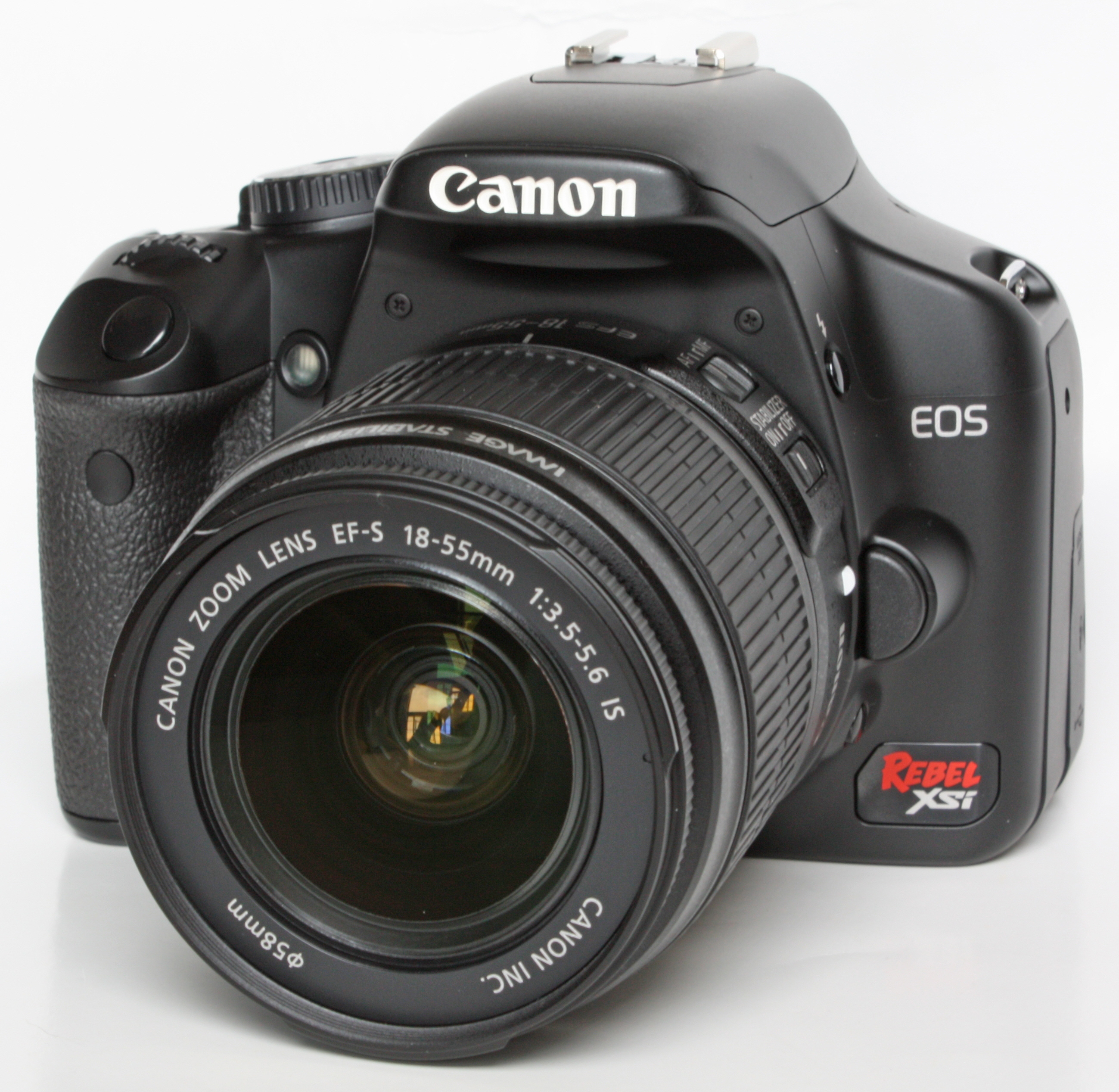
EOS REBEL XSi（北米仕様）

2008年3月21日発売。EOS Kiss Digital Xの後継機種であり上位機種（EOS Kiss Digital Xは2008年6月まで併売、その後EOS Kiss Fへ）。有効画素数1,220万画素のCMOSセンサー、DIGIC III、ライブビューを搭載する。なお、銀塩EOS Kissシリーズが2007年をもって生産終了したことから、本モデルより機種名から「デジタル」が省かれた。また、ブラックボディのみとなるほか、記録媒体もSDHC/SDカードとなる。レンズキットに用意されるレンズには手ぶれ補正機構（IS）を持つモデルを用意する。北米ではEOS REBEL XSi、ヨーロッパ、アジア、オセアニアではEOS 450Dの名称で販売される。

### 主な仕様（3代目との変更点のみ）
- 記録媒体：SDメモリーカード、SDHCメモリーカード
- 有効画素数：約1,220万画素（総画素1,240万画素）
- 画像エンジン：DIGIC III
- モニタ：23万ドット・3.0インチTFT液晶モニタ
- 最大連写枚数：3.5枚/秒（JPEG：最大53枚、RAW：最大6枚、RAW+JPEG：最大4枚）
- 大きさ：128.8（幅）×97.5（高さ）×61.9（奥行）mm
- 重量：475g（本体のみ）

### その他変更点
- スポット測光が可能になった。
- バッテリーが大容量タイプのLP-E5に変更になった。
- ボディーカラーのバリエーションがブラック一色となった。（EOS REBEL XSiは従来通りシルバーあり）

## EOS Kiss F（4代目廉価版）

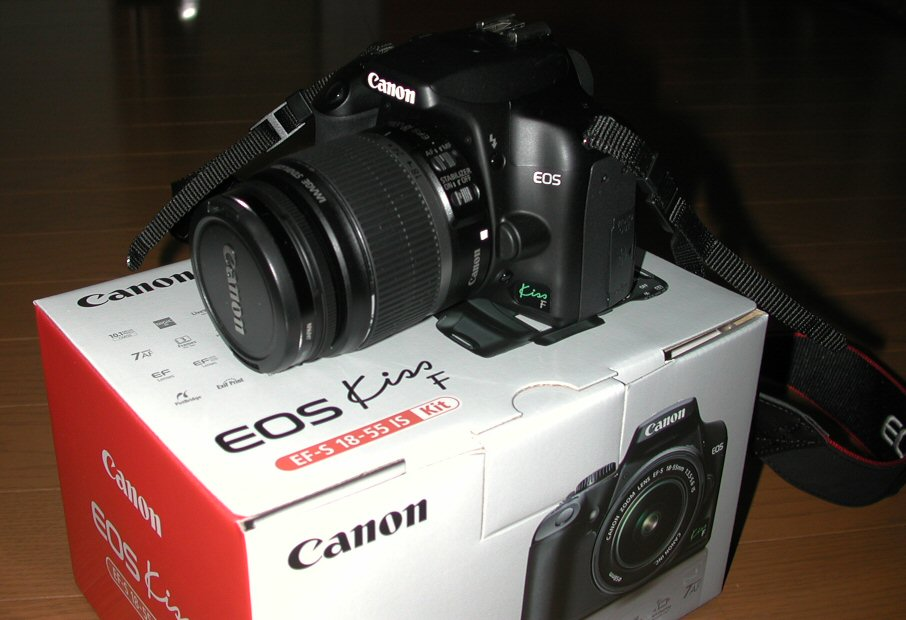
EOS Kiss F

2008年6月27日発売。Kiss X2の廉価版の位置づけの機種。X2発売後も低価格モデルとして併売されていたEOS Kiss Digital Xの販売戦略上の後継機種といえる。北米ではEOS REBEL XS、ヨーロッパ、アジア、オセアニアではCanon EOS 1000Dの名称で販売される。
EOSシリーズ（デジタル）では最軽量ボディを誇る。
X2と比較すると、DIGIC IIIやライブビュー、手ぶれ補正レンズの標準搭載などは据え置きながら、モニターサイズ（2.5型、
約23万画素）や画素数（1010万画素）をEOS Kiss Digital Xと同一化、一部モードでの連写性能を落とすなどのスペックダウンを施し、X2より低価格かつ小型軽量にしたモデルである。
初代EOS Kiss Digital/EOS Kiss Digital Nや銀塩カメラからの買い替え層も狙っている。当然X2もそのまま併売されるので、以降キヤノンのエントリー機が2ラインになった。記録媒体はX2に引き続きSDHC/SDカードとなり、これによりソニー・オリンパス以外の全社がデジタル一眼レフのエントリーモデルではSDカードを使用することになった。また、本モデルは発売開始当初、レンズ2本のダブルズームキットが用意されていなかったが、2008年9月5日より発売された。
なお、これはフィルムカメラ時代のEOS Kiss LiteとEOS Kiss 5及びその後継のEOS Kiss 7の関係に近い。また、ターゲットも上記のようにフィルムカメラユーザーも視野に入れたものであることから2007年半ばをもって生産終了した銀塩Kissの後継機ともいえる。

### 主な仕様（Kiss X2との変更点のみ）
- 有効画素数：約1,010万画素（総画素1,050万画素）
- 記録画素数：3888×2592 (L)、2816×1880 (M)、1936×1288 (S)
- モニタ：23万ドット・2.5インチTFT液晶モニタ
- フォーカス：7点オートフォーカス
- ファインダー倍率 約0.81倍（50mmレンズ・∞・-1m-1）
- 最大連写枚数：3.0枚/秒（JPEG：最大514枚、RAW：最大5枚、RAW+JPEG：最大4枚）
- 大きさ：126.1（幅）×97.5（高さ）×61.9（奥行）mm
- 重量：450g（本体のみ）
- モードダイアル、グリップからゴムが無くなり、プラスチックがむき出しになっている。
- ワイヤレスのリモートコントローラー、RC-1, RC-5に非対応。

## EOS Kiss X3（5代目）

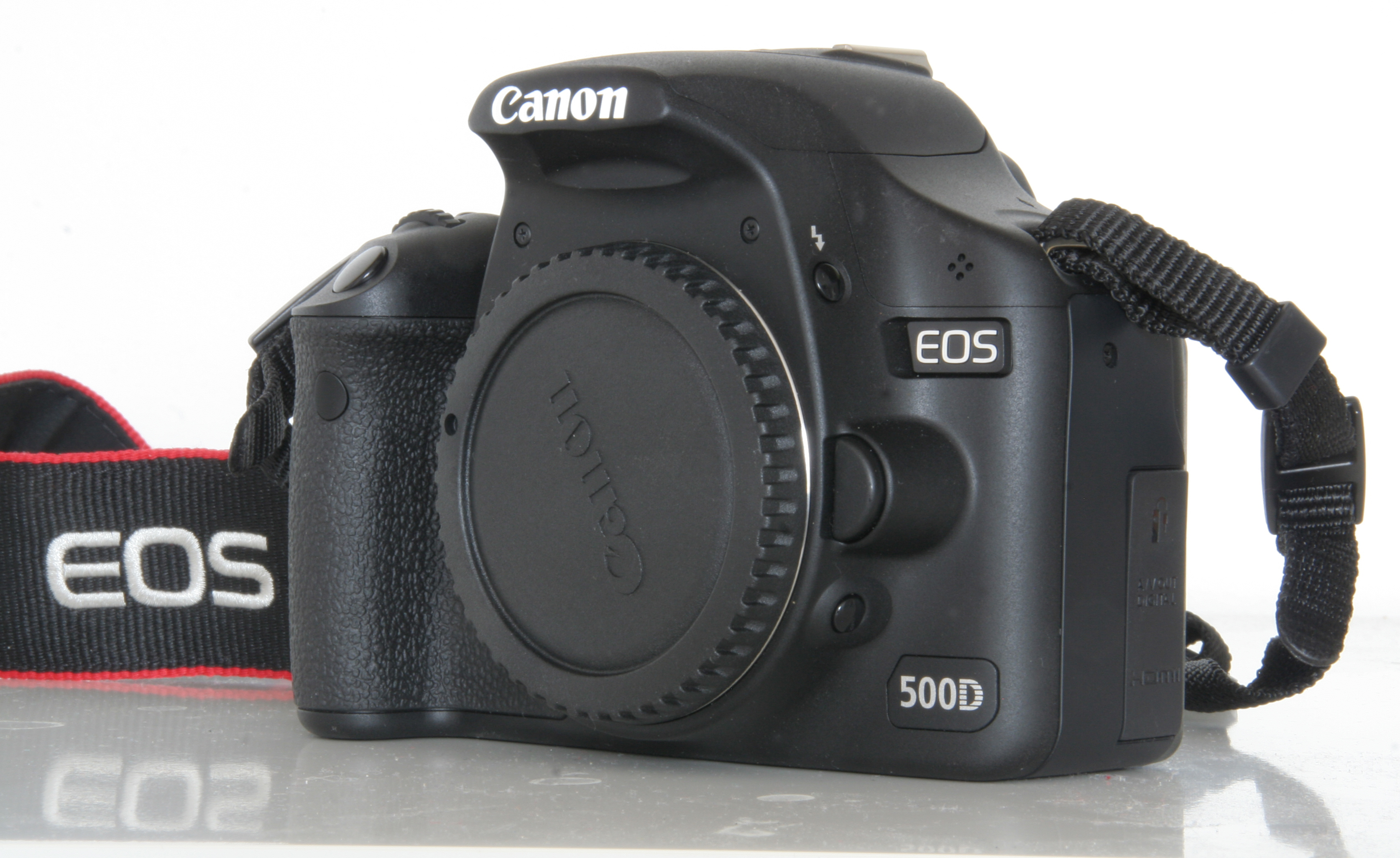
EOS 500D（欧州仕様）

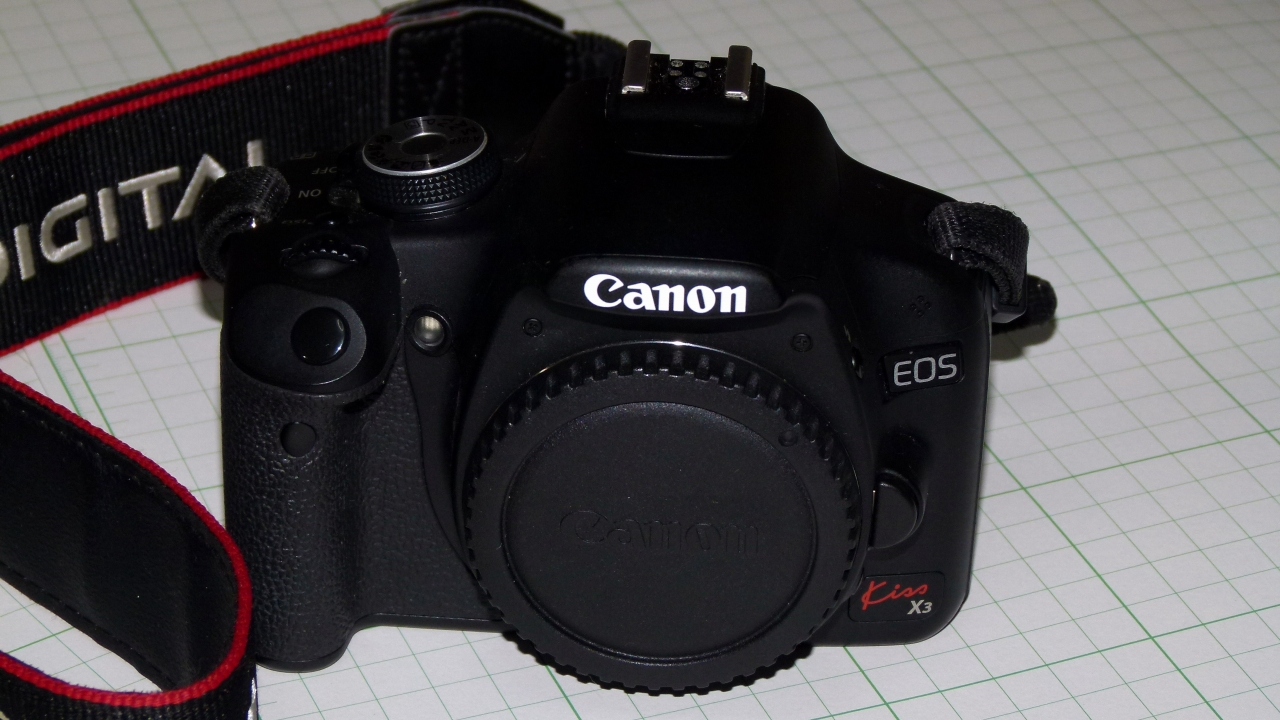
EOS Kiss X3（日本版）

2009年4月24日発売。EOS Kiss X2の後継にあたる機種。北米ではEOS REBEL T1i、ヨーロッパ、アジア、オセアニアではCanon EOS 500Dの名称で販売される。
EOS Kiss (Digital) シリーズ史上、初めて動画撮影に対応した機種。有効画素数は、約1,510万画素で、ハイアマチュア向けのEOS 50Dと同じ画素数である。レンズキットに含まれるレンズは、EOS Kiss X2と同じもので、手ぶれ補正機構を備える。

### 主な仕様（Kiss X2との変更点のみ）
- 有効画素数：約1,510万画素（総画素1,550万画素）
- 記録画素数：4752×3168 (L)、3456×2304 (M)、2352×1568 (S)
- 画像エンジン：DIGIC 4
- モニタ：92万ドット・3.0インチTFT液晶モニタ
- ISO感度：常用100～3200。拡張設定で6400、12800
- 最大連写枚数：3.4枚/秒（JPEG：最大約170枚、RAW：最大約9枚、RAW+JPEG：約最大4枚）
- 重量：480g（本体のみ）

フルHDでの動画撮影に対応している。
動画関連
- フォーマット
  - コンテナ: QuickTime Movie (MOV)
  - 映像: H.264/MPEG-4 AVC
  - 音声: リニアPCM（モノラル 16bit 48kHz）
- 記録解像度
  - フルHD: 1920x1080/20p（約330MB/分）
  - HD: 1280x720/30p（約222MB/分）
  - SD: 640x480/30p（約165MB/分）

マニュアルでの絞り設定やISO感度設定はできない（先にフルHD動画撮影に対応した上位機種のEOS 5D Mark IIでは、ファームウェアのアップデートにてこれらに対応した）。
外部マイク端子も付いていないため、音声は内蔵マイクからのみ記録可能である。設定すれば音声を記録せず動画のみの撮影も可能。
キットレンズはUSMではなくAFの駆動音が大きいため、キットレンズでの撮影中にAFを使用すると駆動音が記録されてしまうことがある。

## EOS Kiss X4（6代目）

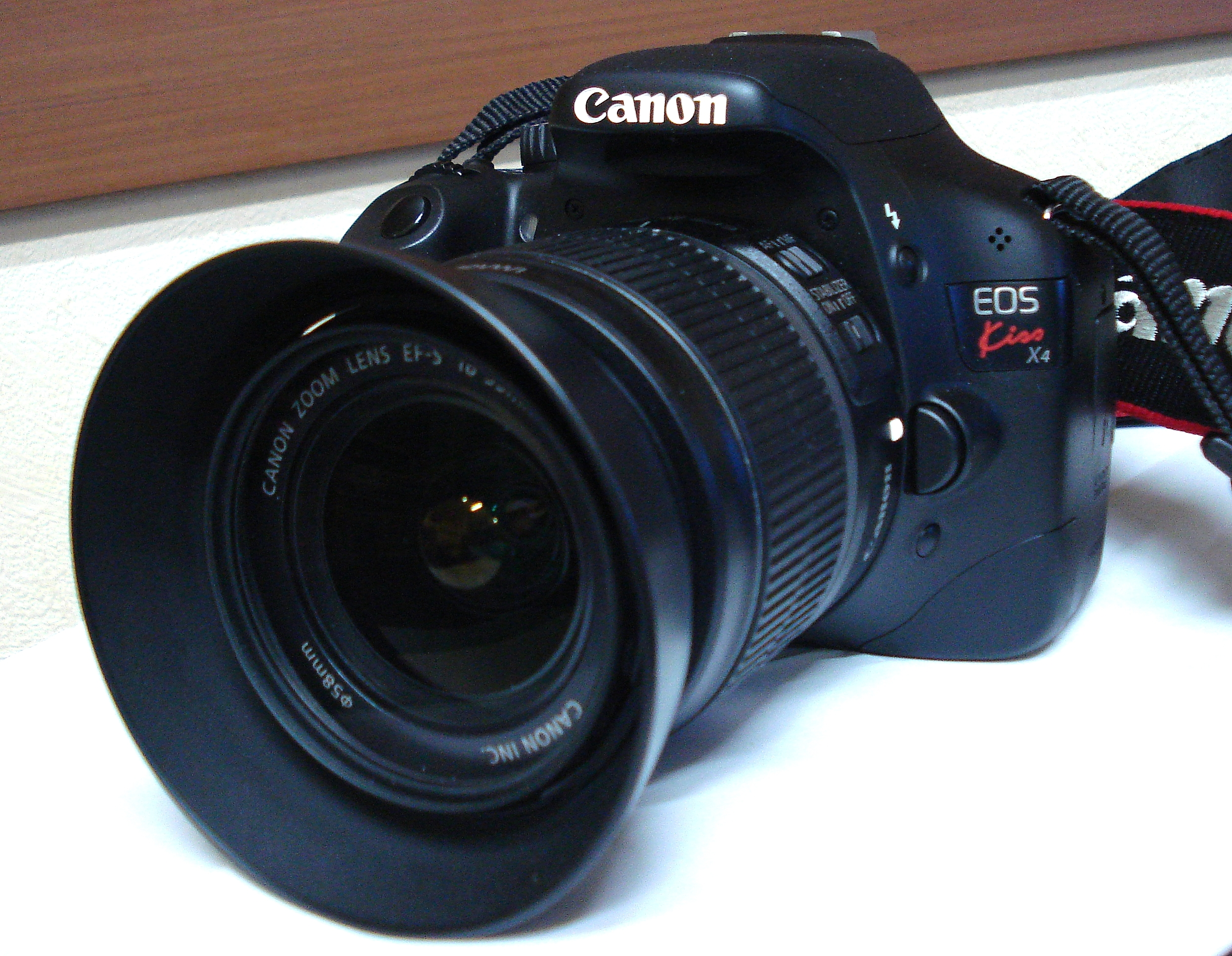
EOS Kiss X4

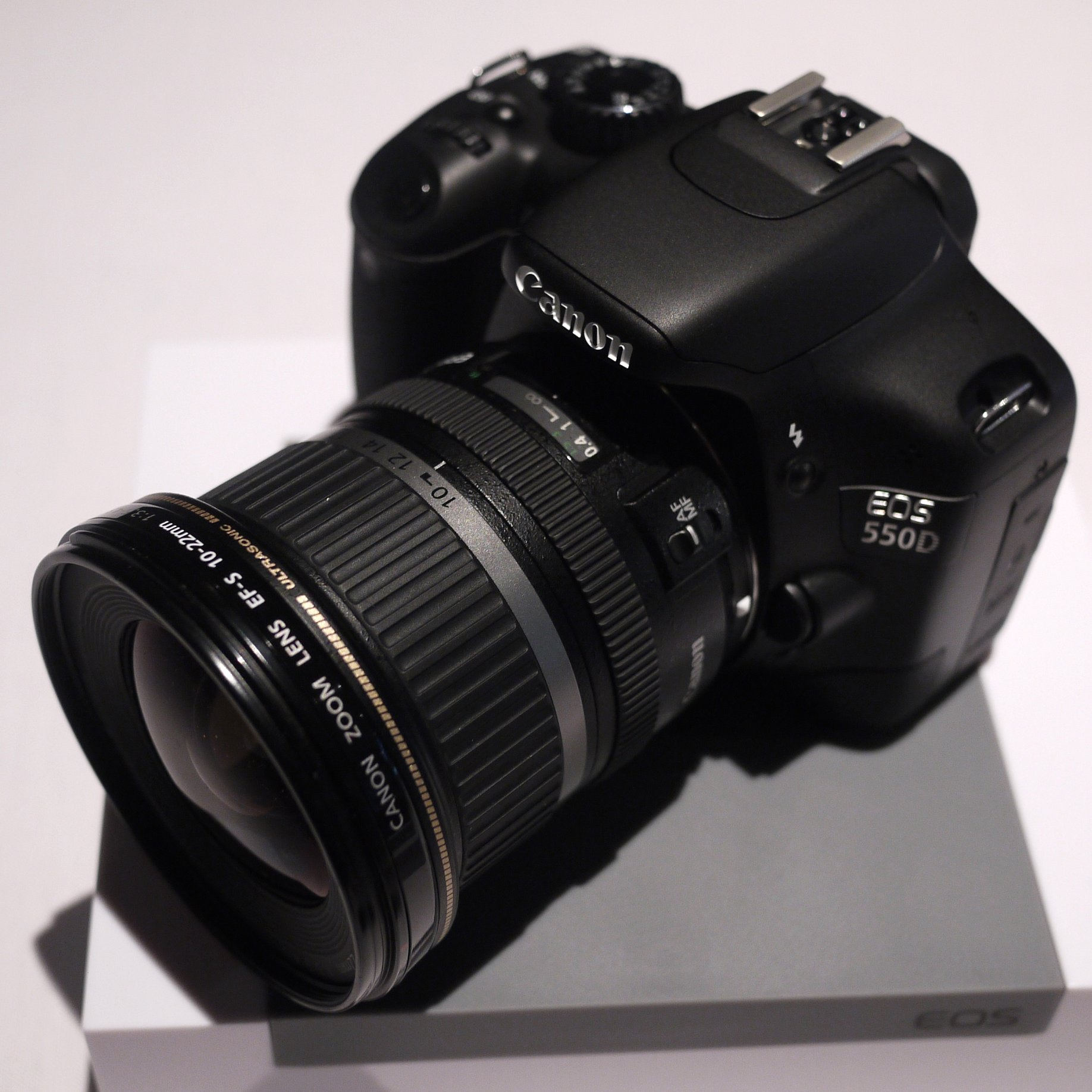
EOS 550D（欧州仕様）

2010年2月26日発売。EOS Kiss X3の後継にあたる機種。北米ではEOS REBEL T2i、ヨーロッパ、アジア、オセアニアではCanon EOS 550Dの名称で販売される。
有効画素数は、約1,800万画素で、APS-Cサイズセンサーを搭載するEOS DIGITAL最上位機種のEOS 7Dと同じであり、他社のエントリー機よりも大きかった。また、新たにマニュアル露出や動画クロップ機能を搭載し、フルHD撮影時の撮影可能フレームレートが向上するなど、動画撮影機能が進化している。
静止画撮影時、±2段までだった露出補正の設定が±5段まで可能になった。高感度性能の向上も見られる。
液晶モニターにおいて、X3の3型／約92万画素、画面比4：3から、3型ワイド／約104万画素、3：2へと精細化・ワイド化を実現した。

### 主な仕様（Kiss X3との変更点のみ）
- 有効画素数：約1,800万画素
- 記録画素数：5184×3456 (L)、3456×2304 (M)、2592×1728 (S)
- モニタ：104万ドット・3.0インチTFT液晶モニタ
- ISO感度：常用100～6400。拡張設定で12800
- 最大連写枚数：3.7枚/秒（JPEGラージ/ファイン：最大約34枚、RAW：最大約6枚、RAW+JPEGラージ/ファイン：約最大3枚）
- 大きさ：128.8（幅）×97.5（高さ）×75.3（奥行）mm
- 重量：約530g（CIPA基準）/約475g（本体のみ）

動画関連
- 記録解像度
  - フルHD: 1920x1080, 30p/25p/24p（約330MB/分）
  - HD: 1280x720, 60p/50p（約222MB/分）
  - SD: 640x480, 60p/50p（約165MB/分）
  - クロップSD: 640×480, 60p/50p（約165MB/分）

フレームレートが選択可能となっている。

## EOS Kiss X5（7代目）

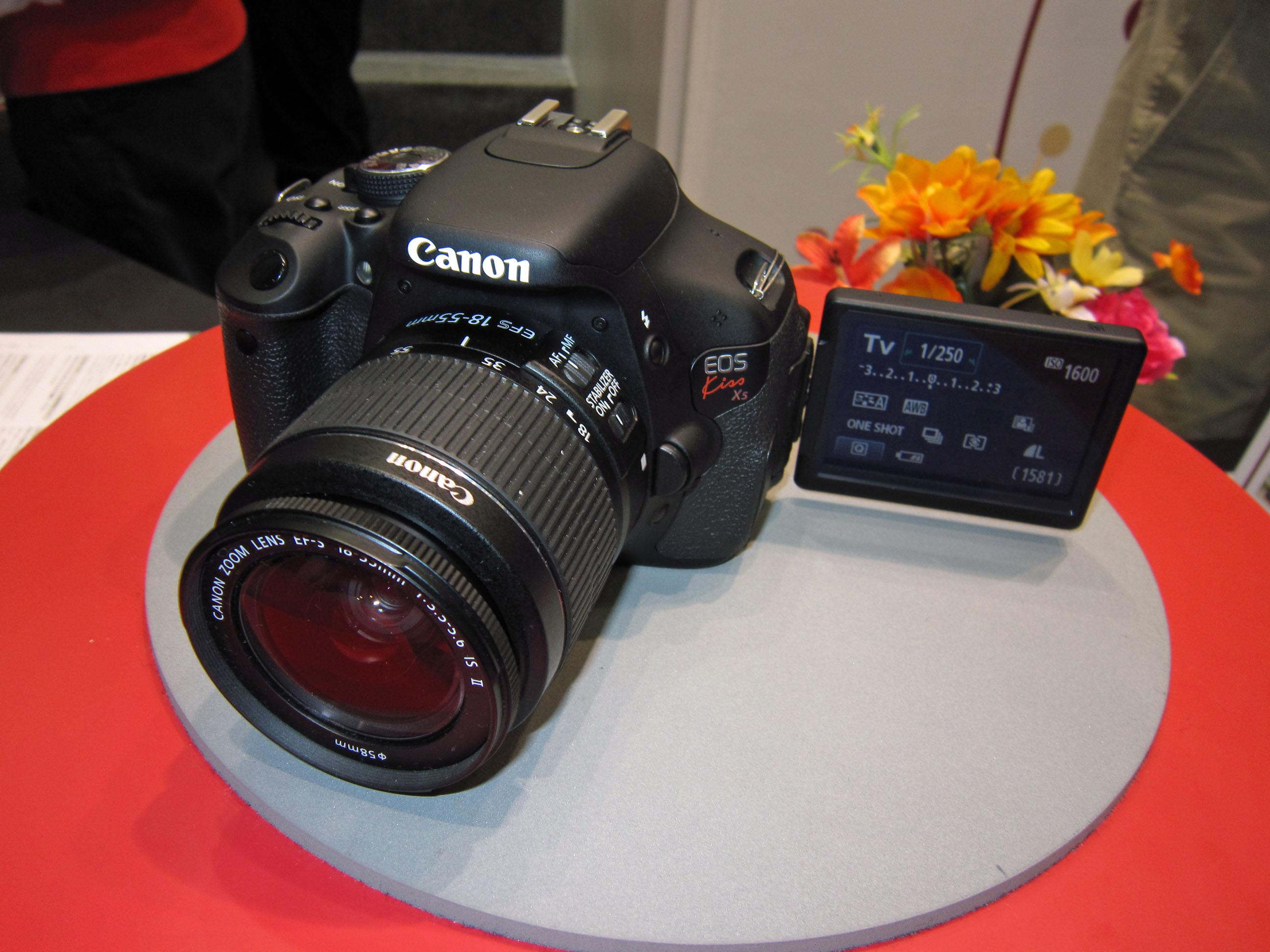
EOS Kiss X5

2011年3月3日発売。EOS Kiss X4の後継にあたる機種。北米ではEOS REBEL T3i、ヨーロッパ、アジア、オセアニアではCanon EOS 600Dの名称で販売される。有効画素数は、約1,800万画素で、新たにバリアングル液晶となった。また、これまでの全自動に加えピクチャースタイルも自動判別するシーンインテリジェントオートや動画デジタルズームを搭載するほかは、スペックはキヤノン EOS 60Dと同等である。

### 主な仕様（Kiss X4との変更点のみ）
- 記録画素数：Kiss X4のL, M, S (S1) に1920×1280 (S2), 720×480 (S3) が加わる。
- モニタ：104万ドット・3.0インチTFT液晶モニタ（バリアングル式）
- 最大連写枚数：3.7枚/秒（JPEGラージ/ファイン：最大約34枚、RAW：最大約6枚、RAW+JPEGラージ/ファイン：約最大3枚）
- 大きさ：133.1（幅）×99.5（高さ）×79.7（奥行）mm
- 重量：約570g（CIPAガイドラインによる）／約515g（本体のみ）
- 製造国：日本、台湾（2012年以降）

動画関連
- 記録解像度
  - フルHD: 1920x1080, 30p/25p/24p（約330MB/分）
  - HD: 1280x720, 60p/50p（約330MB/分）
  - SD: 640x480, 30p/25p（約82.5MB/分）
  - 動画デジタルズームが搭載されるため、Kiss X4のクロップSDは搭載されない。

## EOS Kiss X50（7代目廉価版）

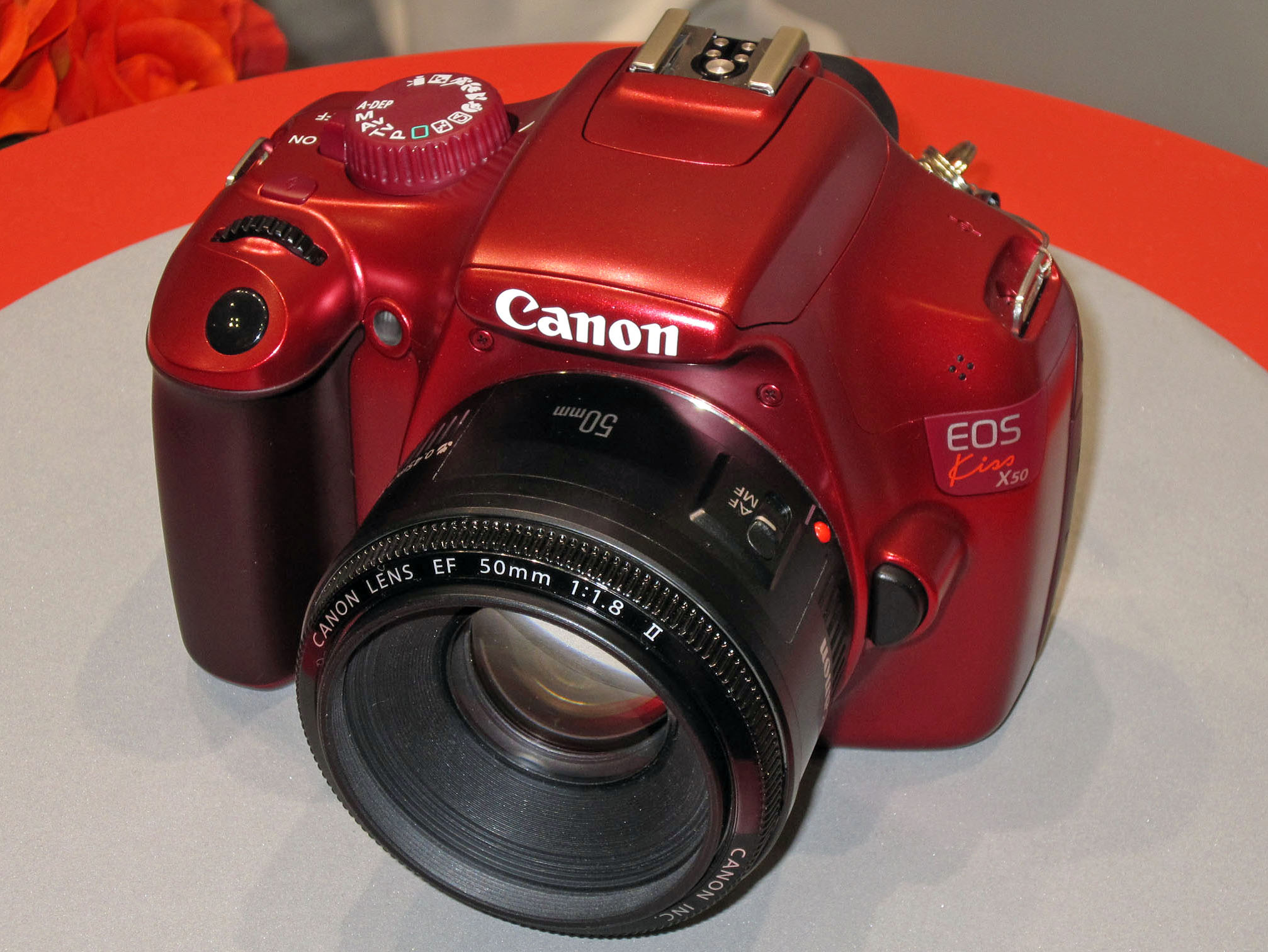
EOS Kiss X50（レッドモデル）

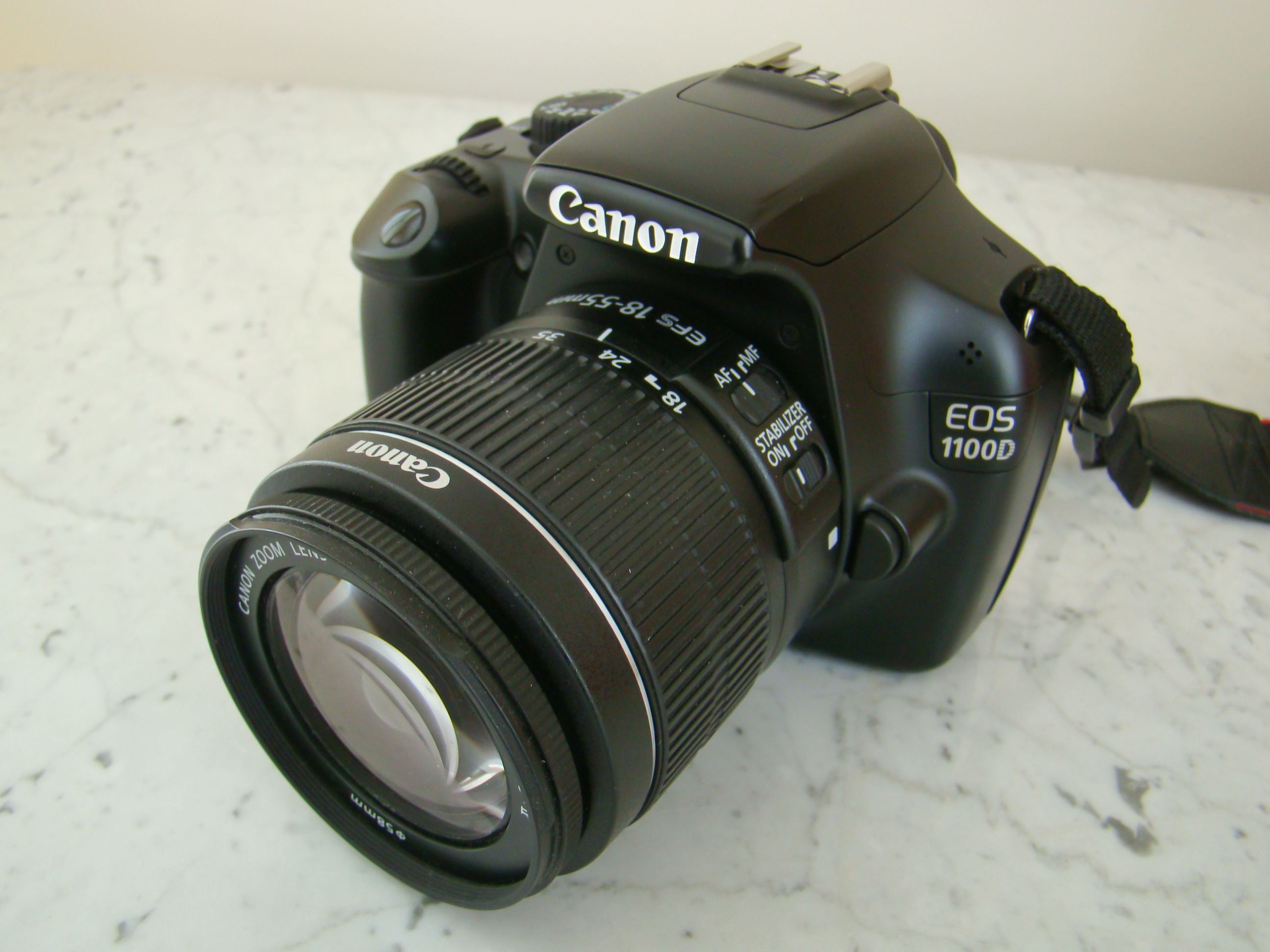
EOS 1100D

2011年3月29日発売。Kiss X5の廉価版の位置づけの機種。X4発売後も低価格モデルとして併売されていたEOS Kiss X3の販売戦略上の後継機種といえる。北米では、EOS REBEL T3、ヨーロッパ、アジア、オセアニアではCanon EOS 1100Dの名称で販売される。また、EOS DIGITAL初のレッドモデルを用意するほか、標準ズームレンズに単焦点レンズ（EF 50mm F1.8 II）も同梱した「こだわりスナップキット」も発売される。なお、レッドモデルが用意されるのは日本のみである。

### 主な仕様（Kiss X5との変更点のみ）
- 有効画素数：約1,220万画素
- 記録画素数：4272×2848 (L)、3088×2056 (M)、2256×1504 (S1)、1920×1280 (S2)、720×480 (S3)
- モニタ：約23万ドット・2.7インチTFT液晶モニタ（固定式）
- ISO感度：100～6400
- 最大連写枚数：3枚/秒（JPEGラージ/ファイン：最大約34枚、RAW：最大約2枚、RAW+JPEGラージ/ファイン：約最大0.8枚）
- 動画記録解像度：HD: 1280x720, 30p/25p（約222.6MB/分）※それぞれNTSC/PALのフレームレートに固定・音声記録は内蔵マイクによるモノラルのみ
- 大きさ：129.9（幅）×99.7（高さ）×77.9（奥行）mm
- 重量：約495g（CIPAガイドラインによる）／約450g（本体のみ）
- バッテリー：LP-E10
- 製造国：台湾

## EOS Kiss X6i（8代目）

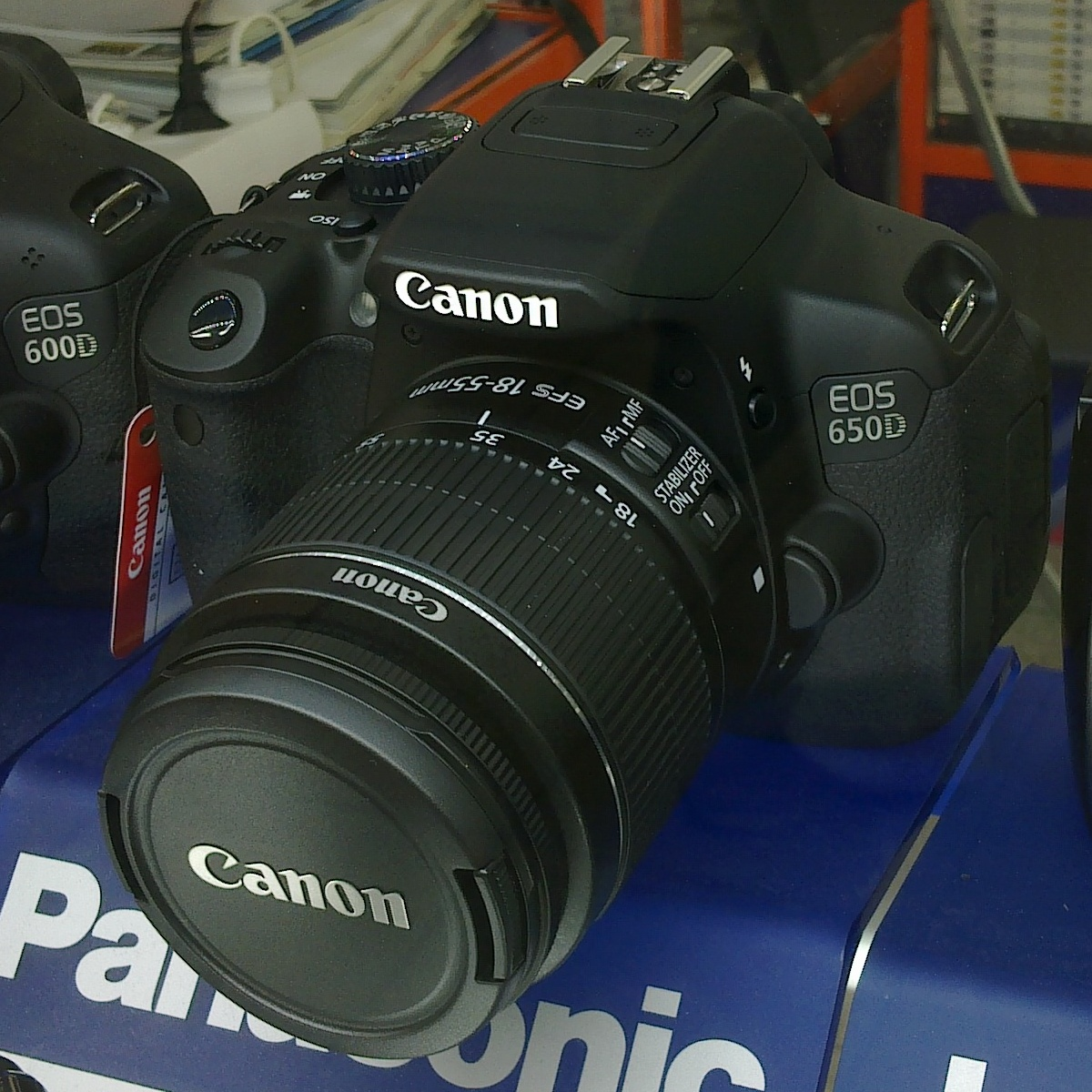
EOS 650D（欧州仕様）

2012年6月22日発売。EOS Kiss X5の後継にあたる機種。北米ではEOS REBEL T4i、ヨーロッパ、アジア、オセアニアではCanon EOS 650Dの名称で販売される。有効画素数は約1,800万画素とKiss X4以来据え置かれているが、動画記録に適した新AFシステム「ハイブリッドCMOS AF」と、EOS DIGITALで初めてとなるタッチパネル液晶を搭載する。また、動画サーボAFが可能となり、ステッピングモーターを搭載したレンズを使用することで、AF駆動音を気にすることなく、スムーズな動画撮影が行える。

### 主な仕様（Kiss X5との変更点のみ）
- モニタ：104万ドット・3.0インチTFT液晶モニタ（バリアングル式）、タッチパネル（静電容量方式）
- 画像エンジン：DIGIC 5
- ISO感度：常用100 - 12800。拡張設定で25600
- 最大連写枚数：5枚/秒（JPEGラージ/ファイン：最大約22枚、RAW：最大約6枚、RAW+JPEGラージ/ファイン：約最大3枚）
- 動画・ライブビュー時のAF：ハイブリッドCMOS AF方式
- 大きさ：133.1（幅）×99.8（高さ）×78.8（奥行）mm
- 重量：約575g（CIPAガイドラインによる）／約520g（本体のみ）
- 製造国：日本

## EOS Kiss X7i（9代目）
- 2013年4月12日発売
- バリアングル液晶ディスプレイ搭載
- 133.1 × 99.8 × 78.8 mm（幅×高さ×奥行き）
- 重量：525g
- ISO感度：常用100 - 12800。拡張設定で25600
- 連続撮影可能枚数：JPEGL：22枚　RAW：6枚　RAW+JPEGL：3枚

## EOS Kiss X7（9代目・X7iの廉価版）
- 2013年4月24日発売
- バリアングル液晶ディスプレイ無し

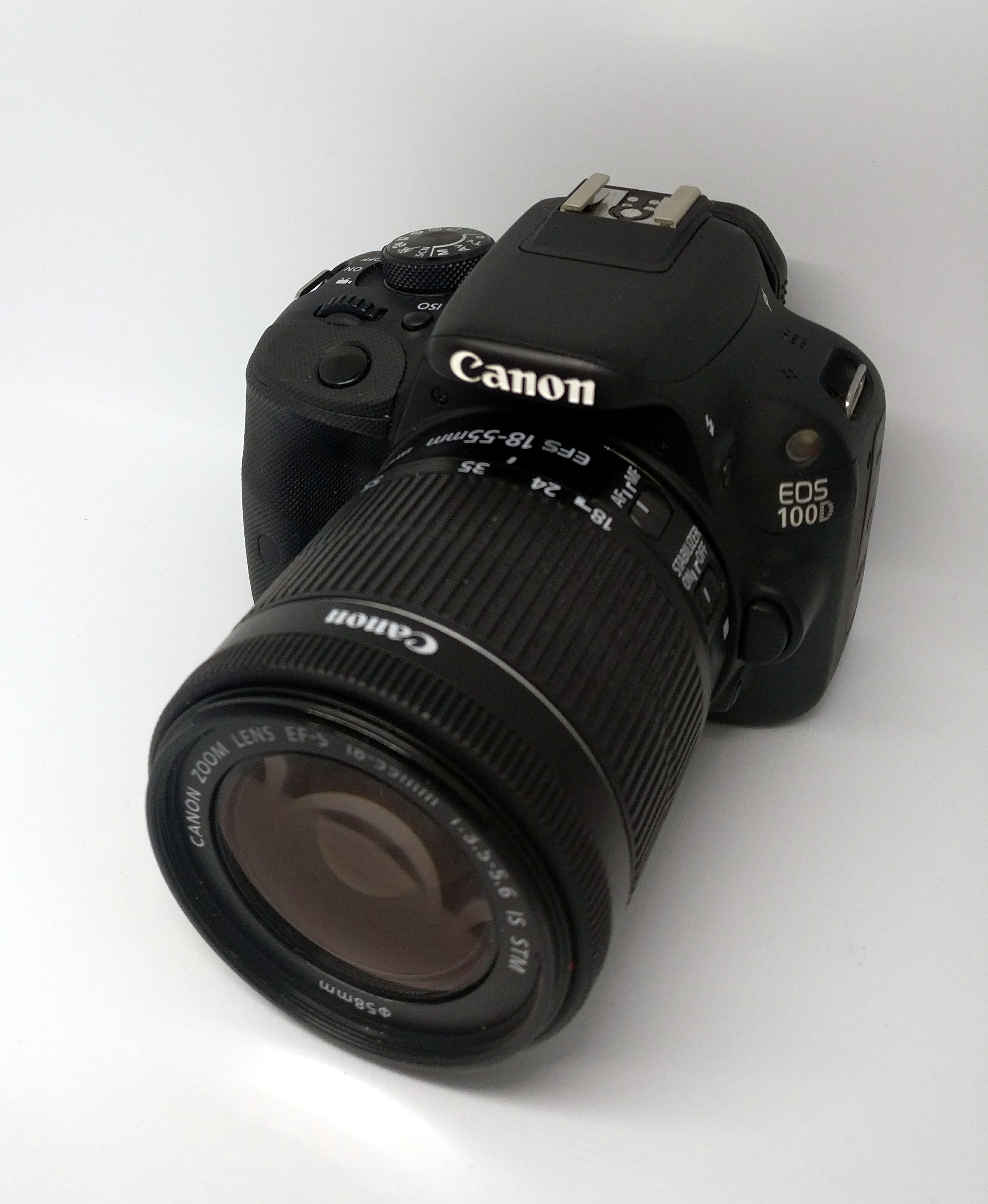
EOS 100D（欧州仕様）

- 116.8 × 90.7 × 69.4mm（幅×高さ×奥行き）
- 重量 370g

## EOS Kiss X70(X50の後継機)
- 2014年3月13日発売
- モニタ：固定式3.0インチ46万ドット液晶
- ISO感度：常用100 - 6400。拡張設定で12800
- 画素数：1800万画素
- 129.6 × 99.7 × 77.9mm（幅×高さ×奥行き）
- 重量 435g

## EOS Kiss X8i (10代目)
- 2015年4月17日発売
- 有効画素数：約2420万画素
- オールクロス19点AF
- 画像エンジン : DIGIC 6

## EOS Kiss X80(X70の後継機)
- 2016年4月14日発売
- 画像エンジン：DIGIC 4+
- モニタ：固定式3.0インチ92万ドット液晶
- WiFi/NFC対応

## EOS Kiss X9i (11代目)
- 2017年4月7日発売
- オールクロス45点AF
- 画像エンジン : DIGIC 7

## EOS Kiss X9
- 2017年発売

## 一覧表
| 世代   | 発売日        | 機種名 （日本）     | 有効画素数 | 画像エンジン | 動画機能 | 質量 (g) （本体のみ） | 関連画像 （ウィキメディア・コモンズ） |
| ------ | ------------- | ------------------- | ---------- | ------------ | -------- | --------------------- | ------------------------------------- |
| 初代   | 2003年9月20日 | EOS Kiss デジタル   | 約630万    | DIGIC        | なし     | 560                   | Canon EOS 300D                        |
| 2代目  | 2005年3月17日 | EOS Kiss デジタル N | 約800万    | DIGIC II     | なし     | 485                   | Canon EOS 350D                        |
| 3代目  | 2006年9月8日  | EOS Kiss デジタル X | 約1,010万  | DIGIC II     | なし     | 510                   | Canon EOS 400D                        |
| 4代目  | 2008年3月21日 | EOS Kiss X2         | 約1,220万  | DIGIC III    | なし     | 475                   | Canon EOS 450D                        |
| 5代目  | 2009年4月24日 | EOS Kiss X3         | 約1,510万  | DIGIC 4      | フルHD   | 480                   | Canon EOS 500D                        |
| 6代目  | 2010年2月26日 | EOS Kiss X4         | 約1,800万  | DIGIC 4      | フルHD   | 530                   | Canon EOS 550D                        |
| 7代目  | 2011年3月3日  | EOS Kiss X5         | 約1,800万  | DIGIC 4      | フルHD   | 570                   | Canon EOS 600D                        |
| 8代目  | 2012年6月22日 | EOS Kiss X6i        | 約1,800万  | DIGIC 5      | フルHD   | 575                   | Canon EOS 650D                        |
| 9代目  | 2013年4月12日 | EOS Kiss X7i        | 約1,800万  | DIGIC 5      | フルHD   | 580                   | Canon EOS 700D                        |
| 10代目 | 2015年4月17日 | EOS Kiss X8i        | 約2,420万  | DIGIC 6      | フルHD   | 510                   | Canon EOS 750D                        |
| 11代目 | 2017年4月7日  | EOS Kiss X9i        | 約2,420万  | DIGIC 7      | フルHD   | 485                   | Canon EOS 800D                        |